# Pismaczek Mougeota
Pismaczek Mougeota (Alyxoria mougeotii (A. Massal.) Ertz, Frisch & G. Thor) – gatunek grzybów z rodziny Lecanographaceae. Ze względu na współżycie z glonami zaliczany jest także do porostów.

## Systematyka i nazewnictwo
Pozycja w klasyfikacji według Index Fungorum: Lecanographaceae, Arthoniales, Arthoniomycetidae, Arthoniomycetes, Pezizomycotina, Ascomycota, Fungi.
Po raz pierwszy takson ten zdiagnozował w 1853 r. Abramo Bartolommeo Massalongo nadając mu nazwę Opegrapha mougeotii. Obecną, uznaną przez Index Fungorum nazwę nadali mu w 2014 r. Ertz, Frisch i G. Thor, przenosząc go do rodzaju Alyxoria.
Niektóre synonimy naukowe:

- Opegrapha diaphora var. leightonii (Cromb.) H. Olivier 1902
- Opegrapha koerberiana var. leightonii (Cromb.) H. Olivier 1914
- Opegrapha leightonii Cromb. 1871
- Opegrapha leightonii Cromb. ex Nyl.
- Opegrapha mougeotii A. Massal., 1853
- Opegrapha saxatilis var. mougeotii (A. Massal.) Hazsl. 1884[3].

W wykazie porostów Polski W. Fałtynowicza gatunek ten opisany jest jako pismaczek Mougeota (Opegrapha mougeotii). Po przeniesieniu go do rodzaju Alyxoria polska nazwa stała się niespójna z nazwą naukową.

## Morfologia
Porost skorupiasty o plesze cienkiej, dostrzegalnej tylko przy powiększeniu. Tworzy cienkie, podłużne i szczelinowate apotecja o długości do 1,3 mm. Są siedzące i wyrastają w rozproszeniu. Hymenium jasne, epihymenium brązowe, hypotecjum również brązowe, ale ciemniejsze. Worki długo zgrubiałe z niewielkim dzióbkiem na wierzchołku. Pomiędzy workami rozgałęzione wstawki. Askospory początkowo hialinowe, potem brązowawe, w końcu ciemnobrązowe. Mają 5 przegród, największe są komórki między środkowymi przegrodami. Mają średnie rozmiary 26,5 × 8,6 μm.
Reakcje barwne porostów: wszystkie reakcje negatywne.

## Występowanie i siedlisko
Występuje w Europie i zachodniej części USA. W polskim piśmiennictwie do 2003 r. podano tylko kilka jego stanowisk w Centralnych i Zewnętrznych Karpatach Zachodnich, na Wyżynie Śląsko-Krakowskiej oraz Podkarpaciu Północnym.
Rozwija się na skałach, zarówno kwaśnych (granity), jak i zasadowych (skały wapienne), na podłożu bez próchnicy. Unika miejsc wystawionych na bezpośrednie promienie słoneczne, występuje w miejscach nieco zacienionych, o świetle rozproszonym.